# Niederroßla
Niederroßla är en ortsteil i staden Ilmtal-Weinstraße i Landkreis Weimarer Land i förbundslandet Thüringen i Tyskland. Niederroßla var en kommun fram till den 31 december 2013 när den uppgick i Ilmtal-Weinstraße. Kommunen Niederroßla hade 1 108 invånare 2013.